# Óscar de la Fuente
Óscar de la Fuente (Medina del Campo, 1976) es un actor español. Ha trabajado en numerosos proyectos teatrales y cinematográficos, entre los cuales destacan El buen patrón (2021), dirigida por Fernando León de Aranoa, y La casa (2024), dirigida por Álex Montoya, trabajos por los cuales ha recibido dos nominaciones a los Premios Goya.

## Biografía
Nacido en la localidad vallisoletana de Medina del Campo, comenzó a actuar para obras de teatro aficionado en su pueblo a los veinte años. Un año después, ingresa en la Escuela de Arte dramático de Valladolid, trabajando alternativamente para compañías de Castilla y León, entre las que se encuentra Rayuela Producciones. En 2008 se trasladó a Madrid, donde siguió formándose como actor en el Teatro de La Abadía y en el Máster de Interpretación ante la Cámara de Central de Cine. Ha realizado diversos cursos: taller de la palabra, máscara expresiva o manipulación de muñecos para televisión y cine.
En teatro, ha actuado desde 2003 en más de 60 montajes para producciones del Teatro de la Abadía, Centro Dramático Nacional, Globe Theater de Londres o para la Compañía Nacional de Teatro Clásico. Los hermanos Karamazov, Los nadadores nocturnos, El público o Billy Elliot, el musical son algunas de las obras en las que ha participado de la Fuente. En televisión, ha participado en series como La novia gitana (2022), Arde Madrid (2018) o El Marqués (2024).
En cuanto a producciones cinematográficas, ha trabajado bajo las indicaciones de Rodrigo Sorogoyen o Marcel Barrena en películas como El reino (2018) y El 47 (2024), respectivamente. No obstante, destaca su participación en El buen patrón (2021), de Fernando León de Aranoa, y en La casa (2024), de Álex Montoya, por las que fue nominado a los Premios Goya. Ha recibido, asimismo, una nominación a los Premios Feroz y fue galardonado con el premio Giordano Bruno a la trayectoria teatral.

## Filmografía

### Cine
| Año  | Película                       | Director                  | Notas         |
| ---- | ------------------------------ | ------------------------- | ------------- |
| 2012 | La rosa de nadie               | Ignacio Oliva             |               |
| 2018 | El reino                       | Rodrigo Sorogoyen         |               |
| 2018 | El honor                       | David Planell Serrano     | Cortometraje  |
| 2019 | Sordo                          | Alfonso Cortés-Cavanillas |               |
| 2019 | El silencio del pantano        | Marc Vigil                |               |
| 2021 | El Cover                       | Secun de la Rosa          |               |
| 2021 | El buen patrón                 | Fernando León de Aranoa   |               |
| 2023 | El alba                        | Fernando Esbec            | Cortometraje  |
| 2024 | El 47                          | Marcel Barrena            |               |
| 2024 | Joaquín Sabina: Un último vals | Fernando León de Aranoa   | Vídeo musical |
| 2024 | La casa                        | Álex Montoya              |               |

### Televisión
| Año  | Serie                              | Creador/director                                              | Notas       |
| ---- | ---------------------------------- | ------------------------------------------------------------- | ----------- |
| 2015 | El Ministerio del Tiempo           | Javier Olivares, Pablo Olivares                               | 2 capítulos |
| 2015 | Vis a vis                          | Iván Escobar, Esther Martínez Lobato, Daniel Écija, Álex Pina | 4 capítulos |
| 2017 | Servir y proteger                  | Tirso Calero                                                  | 4 capítulos |
| 2018 | La catedral del mar                | Jordi Frades                                                  | 3 capítulos |
| 2018 | Arde Madrid                        | Anna Rodríguez Costa, Paco León                               | 1 capítulo  |
| 2019 | Vota Juan                          | Juan Cavestany, Diego San José                                | Miniserie   |
| 2019 | 45 revoluciones                    | Ramón Campos, Gema R. Neira                                   |             |
| 2020 | La valla                           | Daniel Écija                                                  |             |
| 2021 | Reyes de la noche                  | Cristóbal Garrido, Adolfo Valor                               | Miniserie   |
| 2022 | La última                          | Anaïs Schaaff, Jordi Calafí, Joaquín Oristrell                |             |
| 2022 | La novia gitana                    | Paco Cabezas, Juan Miguel del Castillo, Miguel Trudu          | Miniserie   |
| 2022 | Tú no eres especial                | Estíbaliz Burgaleta                                           |             |
| 2023 | Camilo Superstar                   | Curro Novallas                                                | Miniserie   |
| 2023 | Todas las veces que nos enamoramos | Carlos Montero                                                |             |
| 2024 | El Marqués                         | José Ramón Ayerra, Begoña Álvarez Rojas                       | Miniserie   |
| 2024 | Mamen Mayo                         | Eduard Sola, Miguel Ángel Faura                               |             |

## Premios y nominaciones

### Premios Goya
| Año  | Categoría              | Obra           | Resultado | Ref.  |
| ---- | ---------------------- | -------------- | --------- | ----- |
| 2021 | Mejor actor revelación | El buen patrón | Nominado  | [ 3 ] |
| 2024 | Mejor actor de reparto | La casa        | Nominado  | [ 4 ] |

### Premios Feroz
| Año  | Categoría              | Obra    | Resultado | Ref.  |
| ---- | ---------------------- | ------- | --------- | ----- |
| 2024 | Mejor actor de reparto | La casa | Ganador   | [ 6 ] |

### Otros premios
- Premio Giordano Bruno a la mejor trayectoria teatral.
- 2021: Premio Unión de Actores y Actrices al mejor actor de reparto por El buen patrón.